# Test de Noble
Le test de Noble est un signe clinique orthopédique. Il est recherché en cas de douleur du genou, notamment en cas de suspicion de syndrome de la bandelette ilio-tibiale (aussi appelé syndrome de l'essuie-glace). Ce test est décrit par le chirurgien, Clive Noble sous le terme de test de compression en 1979. Il est habituellement utilisé dans l'examen du syndrome de la bandelette iliotibiale alors qu'aucune recherche fondée sur des preuves n'a permis de contrôler sa validité. Sa valeur diagnostique est incertaine.

## Description de la manoeuvre
L'examinateur exerce une pression digitale sur la face latérale du condyle externe, 2 à 3 cm au-dessus de l'interligne articulaire, genou en position fléchi à 90°. Il effectue alors une extension passive du genou. Si une douleur identique à celle ressentie par le patient dans ses activités, apparaît à 30° de flexion, le test est positif.